# Cancionero general
El Cancionero general o Cancionero general de Hernando del Castillo és un cançoner medieval de poesia en castellà de l'edat mitjana tardana i del Prerenaixement, principalment dels regnats a Castella i Lleó d' Enric IV i dels Reis Catòlics. Va ser recopilada per Hernando del Castillo a partir de 1490 i impresa per primera vegada el 1511, amb el nom de Cancionero general de muchos y diversos autores va tenir un gran èxit, era una àmplia mostra de la poesia de segle xv, de la lírica dels cançoners medievals que convivia amb la nova italianitzant, era una poesia d'entreteniment composta per a ser recitada a la Cort.
Un reduït nombre dels poemes continguts són obra d'autors més antics, com Juan Rodríguez del Padrón, Juan de Mena, Lope de Stúñiga, Fernán Pérez de Guzmán i el Marquès de Santillana, o bé de poetes que van viure durant el regnat d'Enric IV, com Gómez Manrique, Diego de Burgos, Antón de Montoro i Juan Álvarez Gato. Els altres autors, fins a arribar al nombre de 138 que componen el Cançoner (exceptuant les obres anònimes), són del període dels Reis Catòlics. Podem citar alguns com Juan del Encina, Pedro de Acuña, Alonso de Proaza o Garci Sánchez de Badajoz.

## Estructura
L'obra conté nou apartats segons la seva temàtica:
- Devoció i moralitat
- Obres de poetes diversos
- Cançons
- Invencions i lletres de justadors
- Motes i les seves glosses
- Nadales
- Preguntes i respostes
- Obres menudes
- Obres de burles

El cançoner conté escasses i problemàtiques indicacions biogràfiques, però aquesta dificultat ha estat resolta en part gràcies a estudis moderns com els d'Óscar Perea Rodríguez i les notes de l'edició crítica de Joaquín González Cuenca.

## Edicions i difusió
La primera edició del Cancionero General es va acabar d'imprimir a València el gener de 1511, a la impremta de Cristóbal Koffman. Va ser després reeditada nombrosa vegades durant el segle xvi, el que dona idea del seu èxit i difusió. Es coneixen les següents edicions:
- València, 1511, de l'impressor Cristóbal Koffman, primera edició.
- València, 1514, de l'impressor Jorge Costilla.
- Toledo, 1517, 1520 i 1527, de l'impressor Juan de Villaquirán.
- Sevilla, 1535 i 1540, de l'impressor Juan Cronberger.
- Ambers, 1557 i 1573, de l'impressor Martín Nucio.

Algunes edicions van patir la censura de la secció d'obres de burles, pel seu contingut eròtic o fins i tot obscè. De vegades, aquestes es van editar independentment (amb alguns altres poemes afegits, com la Carajicomedia), com el Cancionero de obras de burlas provocantes a risa.
El Cancionero General va ser inspiració per a altres recopilacions similars de poesia en altre llengües, com el Cancionero General de García de Resende, publicat a Lisboa el 1516.
La millor edició moderna, que a més a més és crítica, és la de Joaquín González Cuenca, Cancionero general de Hernando del Castillo (Madrid: Castalia, 2004, 5 vols), guardonada amb el premi i medalla de la Reial Acadèmia Espanyola.